# Кочубеївка (Полтавський район)
Кочубе́ївка — село в Україні, у Чутівській селищній громаді Полтавського району Полтавської області. Населення становить 968 осіб.

## Географія
Село Кочубеївка знаходиться за 3,5 км від правого берега річки Коломак, примикає до села Черняківка, на відстані 1 км від селища Скороходове та за 4 км від селища Чутове. По селу протікає пересихаючий струмок з загатою. Через село проходить автомобільна дорога Т 1722.

## Історія
За даними на 1859 рік у власницькому селі Полтавського повіту Полтавської губернії, мешкало 1086 осіб (520 чоловічої статі та 566 — жіночої), налічувалось 190 дворових господарства, існувала православна церква.
12 червня 2020 року, відповідно до розпорядження Кабінету Міністрів України № 721-р «Про визначення адміністративних центрів та затвердження територій територіальних громад Полтавської області», село увійшло до складу Чутівської селищної громади.
19 липня 2020 року, в результаті адміністративно — територіальної реформи та ліквідації Чутівського району, село увійшло до складу новоутвореного Полтавського району.

## Економіка
- «Петрівський»

## Об'єкти соціальної сфери
- Школа.

## Пам'ятки
Між селом Кочубеївка та селищем Чутовим розташована комплексна пам'ятка природи місцевого значення «Грушеві могили».

## Населення

### Мова
Розподіл населення за рідною мовою за даними перепису 2001 року:
| Мова       | Кількість | Відсоток |
| ---------- | --------- | -------- |
| українська | 1         | 100%     |

## Відомі люди
Циганенко Анатолій Якович — ректор Харківського національного медичного університету, академік.